# Kangertittivatsiaq

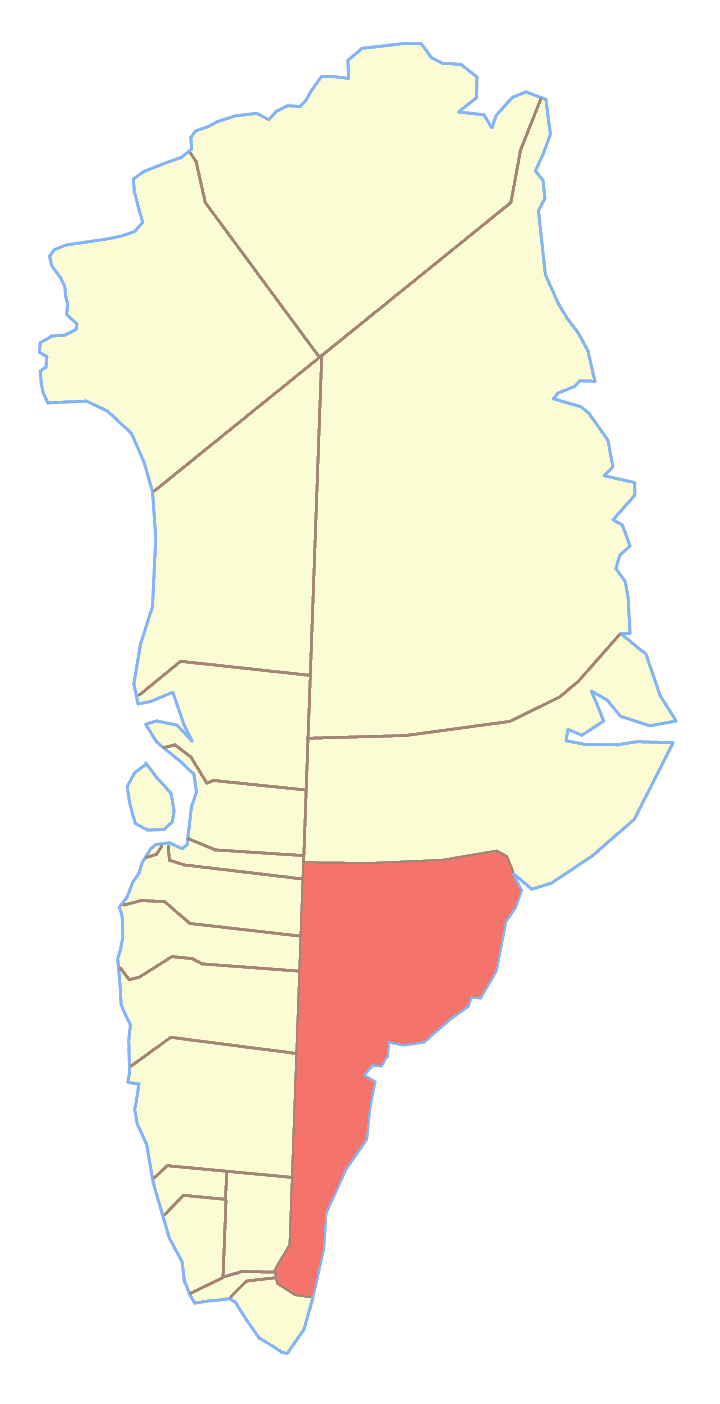
Ex comune di Ammassalik, dove si trovava il Kangertittivatsiaq

Il Kangertittivatsiaq (o Kangertigtivatsiaq) è un fiordo della Groenlandia di 30 km. Si trova a 66°22'N 45°35'O; appartiene al comune di Sermersooq.